# Huntingburg Wagon Works
Huntingburg Wagon Works war ein US-amerikanischer Hersteller von Fahrzeugen.

## Unternehmensgeschichte
William Roettger und Herr Propheter gründeten 1874 das Unternehmen in Huntingburg in Indiana. Sie stellten Kutschen her. Ben Klosterman wurde dritter Partner. J. R. Blessinger und August Mundy traten ebenfalls ins Unternehmen ein. Zwischen 1902 und 1903 entstanden einige Automobile. Der Markenname lautete Huntingburg.
Ab 1925 wurden Automobile von Hudson Motor Car Co. und Essex verkauft.
1958 wurde das Unternehmen an die Arkla Company verkauft.

## Kraftfahrzeuge
Die Fahrzeuge hatten einen Einzylindermotor, der unter dem Sitz montiert war. Die offene Karosserie bot Platz für zwei Personen. Ein Fahrzeug existiert noch. Es ist allerdings auf 1901 datiert.